# Tulipa krauseana
Tulipa krauseana är en liljeväxtart som beskrevs av Eduard August von Regel. Tulipa krauseana ingår i släktet tulpaner, och familjen liljeväxter. Inga underarter finns listade.